# Christ-König-Kirche (Bochum)

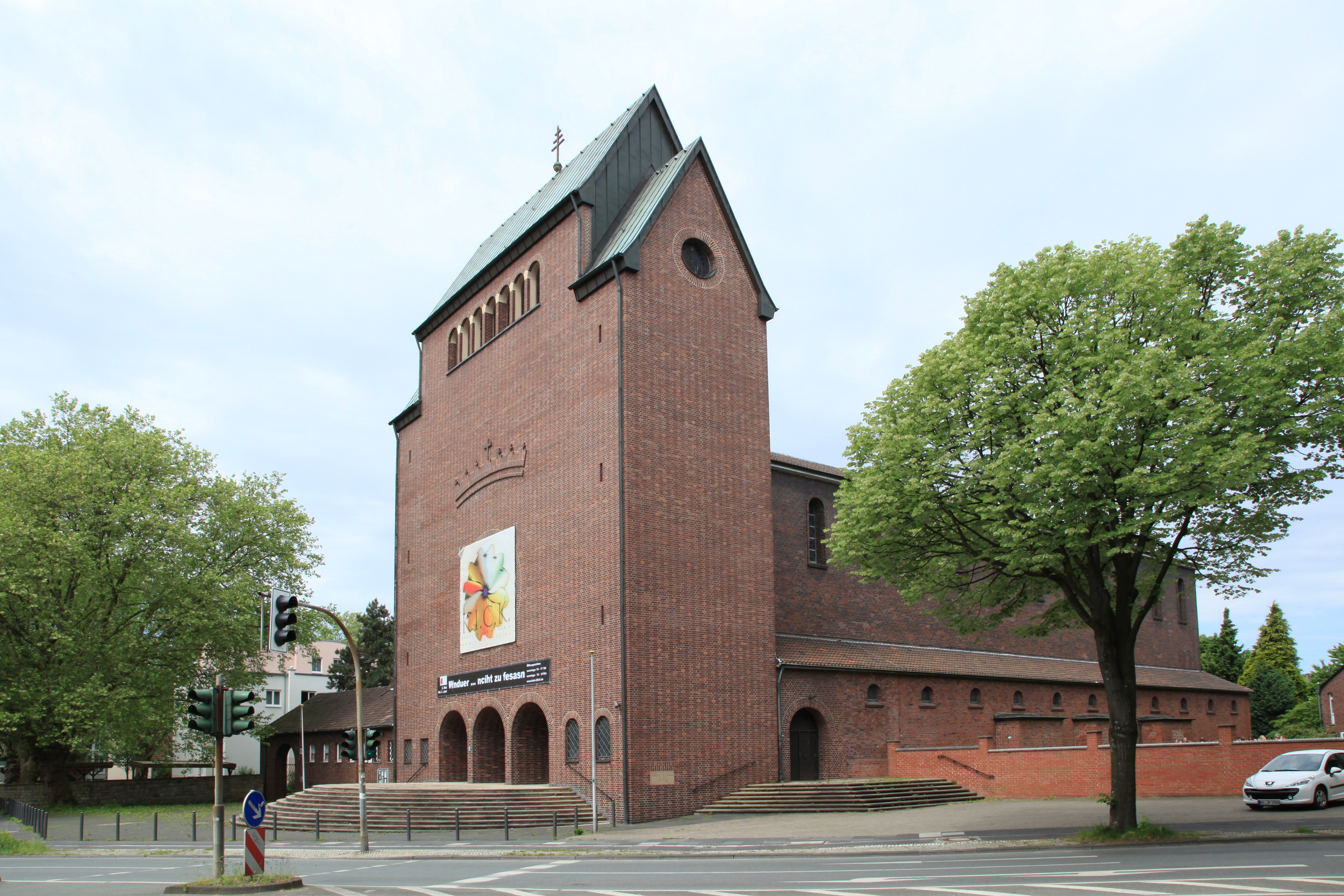
Christ-König-Kirche

Die Christ-König-Kirche ist ein römisch-katholisches Kirchengebäude in der südlichen Innenstadt Bochums.

## Geschichte
Das Gebäude wurde von 1931 bis 1932 am Steinring als Kirche des Franziskanerklosters errichtet, als die Franziskaner der Sächsischen Franziskanerprovinz (Saxonia) dort ein Kloster gründeten. Erster Pfarrer wurde ab 1932 der Franziskanerpater Romanus Bange, Domprediger aus Paderborn. Den Grundstein zur Kirche legte am 18. November 1931 der Provinzial der Saxonia, Ephrem Ricking. Architekt des Gebäudes war der Düsseldorfer Architekt Franz Schneider. Als Patrozinium wurde Christus König gewählt, nachdem Papst Pius XI. 1925 das Christkönigsfest  eingeführt hatte. Es war der letzte Kirchenneubau Bochums vor dem Zweiten Weltkrieg.
Die Gestapo hob das Kloster am 21. Juli 1941 gewaltsam auf, musste es jedoch nach Einspruch des Paderborner Erzbischofs und der Bochumer Bevölkerung am 3. August 1941 wieder freigeben; allerdings durften die Franziskaner jetzt bei ihrer Seelsorgetätigkeit keinen Habit tragen. Pfarrer Romanus Bange starb bei der Klosterschließung vermutlich an einem Herzschlag. Im Zweiten Weltkrieg wurde die Kirche am 4. November 1944 durch eine Luftmine bis auf die Grundmauern völlig zerstört.
1946 begann man mit dem Wiederaufbau der Kirche; dabei wurde der Turm um 4 m erhöht. Erst 1957 konnte die Kirche in ihrer heutigen Gestalt wieder eröffnet werden. Den unter Glas gemalten Kreuzweg, der seit Umbauarbeiten in der Kirche von hinten beleuchtet werden kann, gestaltete der Künstler Claus Kilian. Das 5-stimmige Geläut aus Stahlglocken (h0, d1, e1, fis1, a1) von 1961 stammt vom Bochumer Verein.
Ab 1958 gehört die Kirche zum neu gegründeten Bistum Essen. 1967 erhielt die Pfarrgemeinde die Genehmigung zum Bau eines Kindergartens und eines Schwesternheims. In den Räumen des Klosters war von 1988 bis 1995 das Institut dür franziskanische Geschichte (IFG) unter Leitung von Dieter Berg untergebracht.
Bis zum Sommer 1998 wurde die Pfarrei von Franziskanern betreut und geleitet. Das Kloster wurde auf Beschluss der Leitung der Sächsischen Franziskanerprovinz vom 11. November 1997 mangels Ordensnachwuchses geschlossen und zum Pfarrhaus mit Pfarrbüro und Mietwohnungen umgebaut. Die Franziskaner verabschiedeten sich am 21. Juni 1998 mit einem Festgottesdienst aus Bochum.
Der zukünftige Erhalt der Kirche ist ungewiss. Bischof Felix Genn teilte im Bischofswort vom 14./15. Januar 2006 mit:
„Die Katholiken der heutigen Pfarrgemeinde Christ-König sollen zusammen mit denen aus der heutigen St.-Joseph-Gemeinde und der Propsteigemeinde eine gemeinsame Gemeinde bilden. Trotz des Protestes und zahlreicher Bedenken aus der Gemeinde Christ-König, die ich auf dem Hintergrund der Geschichte der Gemeinde zum Teil auch gut nachvollziehen kann, bin ich bei dieser Planung geblieben. Die Zahl der Gemeinden bzw. der Kirchen in der Pfarrei würde sonst zu groß und wäre weder finanzierbar noch personell verantwortbar. Außerdem sind von Christ-König aus die Kirchen St. Peter und Paul, St. Meinolphus und Liebfrauen gut erreichbar. Dennoch ist mir wichtig, dass die Anliegen der Gemeinde im Zuge der Errichtung der Pfarrei im Blick behalten werden. So ist es möglicherweise sinnvoll, wegen der relativ wenigen Versammlungsräume in der großen Innenstadtgemeinde St. Peter und Paul in Christ-König bestimmte Räumlichkeiten zu erhalten.“
Als Zeichen des Protestes hingen seit dem Bischofswort schwarze Flaggen in und an der Kirche. Zum 75. Jahrestag der Kirchweihe wurden diese entfernt. Denn ein Hoffnungsschimmer für den Erhalt der Kirche wurde sichtbar. Die endgültige Entscheidung wird die Großpfarrei St. Peter und Paul treffen, wie das Gemeindeleben in Christ-König zu erhalten ist. Dies teilte Bischof Genn im Rahmen der Visitation im März 2007 mit, denn er möchte nicht bischöflich entscheiden.
Seit dem 1. September 2008 ist sie „weitere Kirche“ innerhalb der Pfarrei St. Peter und Paul. Im Rahmen der Kulturhauptstadt 2010 wird die Christ-König-Kirche „Kulturtankstelle“ des Bistums Essen. Bis dahin wird sie von vielen Ausstellern genutzt. Bis Ende 2009 wurden regelmäßige Sonntagsgottesdienste gefeiert. Der neue Bischof Franz-Josef Overbeck genehmigte zum 1. Januar 2010 die Nutzung als Kunstkirche und die vorübergehende Außerdienststellung für ein Jahr, mit den Auflagen, dass das Allerheiligste und der Tabernakel aus der Kirche entfernt werden müssen, sowie das Verbot der Sonntagsmesse.